# Древнеанглийские стихотворные заклинания
Древнеанглийские либо Англосаксонские стихотворные заклинания либо Староанглийские поэтические заклинания (англ. Anglo-Saxon metrical charms) — двенадцать текстов стихотворных (нередко перемежающихся с прозой) заклинаний, разрозненных между пятью рукописями. Относятся к древнеанглийской и, шире, к древнегерманской поэзии, в той её части, которая наиболее близка к фольклору. Содержание отражает веру в «волшебные свойства» языка.

## Происхождение
На глубокую древность заклинаний указывают и некоторые общие особенности их стиха и стиля (в частности, использование, наряду с аллитерацией, и рифмы), в то время как христианские элементы в них, напротив, сравнительно легко вычленяются как подмены языческих формул и позднейшие добавления (например, молитвенные вступления). К древнеанглийским заклинаниям есть единичные параллели в древненемецкой («Мерзебургские заклинания») и древнескандинавской (несколько надписей на рунических камнях) поэзии.

## Описание заклинаний
Заклинания создавались, как правило, с магической целью исцеления от болезни или же исправления какой-либо ситуации. Обычно такие заклинания сопровождались письменными указаниями на физическую деятельность, приготовление медицинских снадобий, повторение определенных слов или же написание специальных слов на объекте заклинания:
Take some earth, throw it with your right hand under your right foot and say:
I take under foot, I have found it
Lo, earth avails against every spirit
Against malice and mindlessness,

And against the mighty tongues of man.
Это отрывок из Англосаксонского заклинания от роя пчел (For a Swarm of Bees), сопровождавшееся симпатическими обрядовыми действиями. Запись перед поэтическим текстом содержит указание на физическую деятельность, выраженную глаголами (take, throw, say). Заклинание должно было удержать медоносных пчёл от роения. Также применялось от распространения сплетен. В переводе на русский он звучит так:
Взявши земли, брось ее правой рукой под правую стопу и скажи:
Под ноги бросаю, что с земли поднял,
Мать-земля от духов защитит меня,
Глупость, зло людское - все исчезнет в миг,

Навсегда замолкнут злые языки.
Почти во всех заклинаниях присутствуют призывные элементы, являющиеся проявлением магической функции языка. Данные элементы представляют собой не только имена различных богов, к которым обращаются за помощью, но так же и различные предметы. Особое значение в некоторых заклинаниях имеют названия растений, лечебных трав, которые используются для приготовления зелья или снадобья:
Forget not, Mugwort, what thou didst reveal,
What thou didst prepare at Regenmeld.
…
And thou, Plantain, mother of herbs,
Open from the east, mighty within
…
Remember, Mayweed, what thou didst reveal,
What thou didst bring to pass at Alorford:
That he never yielded his life because of infection,

After Mayweed was dressed for his food.
Данные отрывки из заклинания девяти трав (The Nine Herbs Charm) иллюстрируют проявление магической функции, выраженной в обращениях к Полыни (Mugwort), Подорожнику (Plantain) и Ромашке (Mayweed).
Чернобыльник, вспомни, что ты открыл,
Тогда, в Регенмельде, что сотворил.
…
И ты, Подорожник, травам родитель,
Открытый с востока, силою полный.
…
Вспомни, Ромашка, что сотворила,
Как помогла ты тогда, в Алофорде,
Не пропуская в тело инфекцию,

Ты защищаешь людей от опасности.
Во время приготовления снадобья заклинание должно быть пропето три раза над каждой травой, что бы призыв был услышан.
Так как земледелие занимало большую часть деятельности англосаксонских племен и являлось важной составляющей их хозяйственной жизни, возникала необходимость улучшать плодородие почв. Для этого применялись специальные заклинания, в которых прослеживаются обращения к духам и языческим богам. Таким заклинанием служило заклинание для плодородия почвы (For Unfruitful Land), которое, наряду с тремя другими стихотворными текстами, представляющими собой в основном христианские формулы и обращения к Христу, деве Марии и святым, является частью сельскохозяйственного обряда, все действия которого подробно описаны в прозаической части текста. С четырех углов поля срезают по куску дерна, на них кладут масло, мед, молоко от каждой породы скота, дрожжи, ветки и всякие травы. Все это кропят святой водой и произносят молитвы. Затем куски дерна несут в церковь, где над ними служат мессу. После этого их кладут на старое место, освящают плуг и, прокладывая первую борозду, говорят заклинание:
Erce, Erce, Erce, Mother of Earth,
May the Almighty grant you, the Eternal Lord,
Fields sprouting and springing up,
Fertile and fruitful,
Bright shafts of shining millet,
And broad crops of barley
And white wheaten crops
And all the crops of earth
…
Hail, Earth, mother of all;
Be abundant in God's embrace,

Filled with food for our folk's need.
Данное заклинание включает в себя элементы христианской молитвы и языческого ритуала. После обряда следует три раза прочитать Crescite in nomine patris, sit benedicti (Плодись земля во имя Отца, и будь благословенна), а затем три раза прочитать «Отче Наш».
Эрке, Эрке, Эрке, мать Земли,
Да благословит тебя всемогущий Господь
Цветущими полями и почвами плодородными,
Богатыми урожаями проса, ячменя и пшеницы
И всеми другими злаками.
…
Земля, мать всего живого,
Будь изобильной от благодати Божьей,

Даруй нам хлеб наш.
Якоб Гримм полагал, что призыв «Эрке» — это имя германского богини плодородия, восходящее к древнему культу «матери-земли» (Herke или Erke в немецком фольклоре). Эта точка зрения получила распространение среди фольклористов, но некоторые из них (Я. де Фрис, Ф. Грендон) скорее склонны видеть здесь лишенные смысла сочетания звуков — остаток магической формулы. Призыв к Господу с просьбой благословения земли, чтение молитвы после обряда так же является проявлением магической функции языка.

Поздние заклинания все чаще несут в себе молитвенную основу. Таково заклинание перед совершением путешествия (A Journey Charm). В нем содержатся обращения к христианским святым с просьбой защиты и благословения:
But keep me hale, Almighty, Son and Holy Ghost,
Worthy Lord of all wonder,
So I have heard, heaven's creator.
Abraham and Isaac
And such men, Moses and Jacob,
And David and Joseph,
And Eve and Anna and Elizabeth,
Sarah and also Mary, mother of Christ,
And also the brothers, Peter and Paul,
And also thousands of your angels,
I call on to defend me against all foes.
…
That Matthew be my helmet; Mark my byrnie,
Light, life's strength, Luke my sword,

Sharp and sheer-edged; John my shield
Перевод на русский:
Прошу вас о здравии, всемогущие Отец, Сын и Дух Святой,
Господь всего сущего, создатель неба и земли.
Авраам, Исаак, Моисей, Иаков, Давид, Иосиф,
Ева, Анна, Елизавета, Сарра, Дева Мария,
Братья Петр, Павел и тысячи ангелов небесных,
Защитите меня от всякого злого умысла!
…
Матфей, будь моим шлемом, Марк, будь моим светом,

Лука, будь моим мечом, Иоанн, будь моим щитом.
В некоторых заклинаниях просматривается обращение не к предмету или лицу, способному помочь, а к самому источнику неприятности или болезни. Так, например, в заклинании против жировика (Against a Wen) наблюдается изгнание болезни посредством прямого обращения к ней, просьба покинуть тело:
Wen, wen, little wen,
Here you shall not build, nor have your abode,
But you shall go north to the hill nearby

Where, benighted one, you have a brother.
Вариант на русском:
Жировик, жировичок, ты не строй себе тут дом
Ты на север отправляйся и иди на ближний холм.
Там тебя во мраке ждет твой единородный брат,

На листочке на пригорке лишь тебе он будет рад.

## См.также
- Заговор (обряд)
- Норито